# Espaly-Saint-Marcel

Espaly-Saint-Marcel este o comună în departamentul Haute-Loire, Franța. În 2009 avea o populație de 3,581 de locuitori.